# تراث شعبي أوروبي

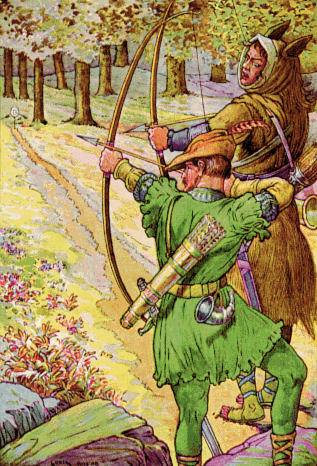
روبن هود وهي شخصية فلكلورية أوروبية.

تطور التراث الشعبي الأوروبي على مدى قرون عديدة، وظهرت فيه العديد من الشخصيات والكائنات المألوفة الآن حول العالم، مثل الجنيات، العمالقة، الأقزام، والغيلان، ولعلّ أشهر الشخصيات والقصص الفلكلورية الإنجليزية هي قصة روبن هود ورجاله الشرفاء من شيروود ومعاركهم مع شريف نوتنغهام. أثناء العصور الوسطى المتقدمة ظهرت حكايات مصدرها التقاليد البريثونية ودخلت الفلكلور الإنجليزي، ومنها أسطورة الملك آرثر، وهي مستمدة من المصادر الأنجلو نورماندية، الفرنسية والويلزية، وقِصّة سندريلا والأمير الضفدع وهانسل وغريتل ورامبيل ستيلتسكين وبياض الثلج والأقزام السبعة وذات الرداء الأحمر وعقلة الإصبع والقط ذو الحذاء وأليس في بلاد العجائب وبائعة الكبريت وملكة الثلج والحورية الصغيرة وكونت دراكولا الرومانيّة وفرقة كوبان القوزاق ووليام تيل السويسريّ. ومن أبرز الشخصيات والمواقع التي ذكرت فيها: الملك آرثر، قلعة كاميلوت، سيف إكسكاليبر، الساحر ميرلين، وفرسان المائدة المستديرة مثل لانسلوت. من الشخصيات الفلكلورية الأوروبية الأخرى، الملك كول، وقد بنيت هذه الشخصية على شخصية حقيقية من بريطانيا الرومانية.
وتُعد حكايات ذهبية أحد أكثر الأعمال الأدبية المسيحية تأثيرًا على الفلكلور الغربي والمسيحي حيث تحتوي على قصص قديسين وشخصيات أدبية مشهورة مثل القديس نقولا (بابا نويل) والقديس باتريك والثعابين والقديس جرجس والتنين وحرب يعقوب بن زبدي ضد المغاربة واكتشاف الصليب الحقيقي، والتي أضحت جزء من الوعي الثقافي في الثقافة الأوروبية والثقافة المسيحية.
من أهم أدباء ومن كتب في الحكايات الخرافية وأدب الأطفال الأخوان غريم وشارل بيرو ولويس كارول وهانس كريستيان أندرسن. انتَشرت مجموعَةُ القِصص الشعبيّة الأوروبية انتشاراً واسِعاً. وتُرجِمَت لأكثَر من 100 لُغة حولَ العالم ومَعروفَة باسم قِصص الأخوان غريم؛ كما اقتُبِستْ في كثيرٍ من الأعمالِ السينيمائيّة، ولعلَ أهمَ من اقتَبَس مِنها هو والت ديزني الذي أنتَجَ أحد أكثَر الأعمال شُهرةً كَـ سندريلاوبياض الثلج والأقزام السبعة والأميرة النائمة.